# Birkan Sokullu

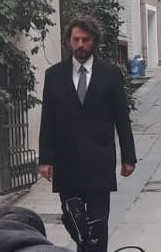
Birkan Sokullu

Birkan Sokullu (* 6. Oktober 1985 in Istanbul) ist ein türkischer Schauspieler und Model.

## Leben und Karriere
Sokullu wurde am 6. Oktober 1985 in Istanbul geboren. Seine Großeltern waren bosnische Einwanderer. Er beendete seine Basketballkarriere im Alter von zehn Jahren aufgrund einer Beinverletzung. Sokullu absolvierte die Maltepe-Universität. Während seines Studiums begann er eine Modelkarriere. 2003 nahm er an dem Wettbewerb Best Model of Turkey teil und wurde Dritter. Danach studierte er an der İstanbul Aydın Universitesi. Sein Schauspieldebüt gab er 2008 in der Fernsehserie Küçük Kadınlar. Seine erste Hauptrolle bekam Sokullu 2010 in Küçük Sırlar. Von 2020 bis 2022 spielte er in Masumlar Arpartmanı die Hauptrolle.

## Filmografie
Filme
- 2019: Kronoloji
- 2019: Güzelliğin Portresi

Serien
- 2008: Küçük Kadınlar
- 2008: Elif
- 2009–2010: Melekler Korusun
- 2010–2011: Küçük Sırlar
- 2012: Uçurum
- 2013: Fatih
- 2014: Kurt Seyit ve Şura
- 2016–2017: Hayat Şarkısı
- 2017: Yüz Yüze
- 2018: Yaşamayanlar
- 2019: Bir Aile Hikayesi
- 2020: Der Aufstieg von Weltreichen: Das osmanische Reich
- 2020: Ya İstiklal Ya Ölüm
- 2020–2022: Masumlar Apartmanı